# Туту, Хантер
Ха́нтер А. Туту PC (англ. Hunter A. Tootoo; инуктитут ᑐᑐ ᑐᑐ; род. 18 августа 1963 года, Ранкин-Инлет, Северо-Западные территории, Канада) — канадский политик инуитско-еврейского происхождения. Депутат Палаты общин Канады от округа Нунавут (2015—2019), министр рыбного хозяйства, океанов и береговой охраны в правительстве Джастина Трюдо (2015—2016). Член Законодательного собрания Нунавута (1999—2013) и его спикер (2011—2013)
В 1997—1999 годах был членом Новой демократической партии (НДП), затем до 2016 года входил в Либеральную партию Канады. С 2016 года является независимым депутатом.

## Происхождение
Хантер Туту родился 18 августа 1963 года в селении Ранкин-Инлет (в то время — часть Северо-Западных территорий, ныне территория Нунавут). Его отцом был инуит Батист Туту, а матерью — Салли Латтмер, урождённая Вольф, которая была родом из Монреаля и происходила из семьи еврейских иммигрантов-литваков.

## Административная и политическая карьера в Нунавуте
В начале 1990-х годов Туту поступил на службу в администрацию Северо-Западных территорий (СЗТ), в те же годы он вступил в Канадский союз государственной службы. Свою карьеру муниципального служащего он начал в 1993 году с должности регионального координатора города Арвиат, в 1995 году стал административным сотрудником Департамента отдыха и туризма СЗТ, а позднее в том же году был назначен специалистом по корпоративному контролю Департамента финансов СЗТ.
Политическую карьеру Туту начал также в 1990-е, когда его избрали депутатом местного совета Ранкин-Инлета. На федеральных выборах 1997 года Туту выставил свою кандидатуру от Новой демократической партии в округе Нунавут. В ходе избирательной кампании выступил против программы регистрации оружия, осуществлявшейся тогдашним либеральным кабинетом Жана Кретьена. По итогам выборов занял третье место с 23,76 % голосов, уступив либералке Нэнси Каретак-Линделл и прогрессивному консерватору Окалику Эгесиаку (24,13 %).
В 1999 году восточная часть Северо-Западных территорий с преобладающим инуитским населением была выделена в отдельную территорию Нунавут. На прошедших в том же году первых выборах в Законодательное собрание Нунавута Туту легко одержал победу в округе Икалуит Центр, набрав 261 голос (54,95 % всех голосов) и опередив трёх соперников. Был переизбран в том же округе в 2004 и 2008 годах. В 2011—2013 годах был спикером Законодательного собрания. На выборах 2013 года не выставил свою кандидатуру.
Во время работы в Законодательном собрании Нунавута считался неформальным лидером парламентской оппозиции (в Нунавуте, в отличие от самой Канады и других её провинций, Заксобрание работает на внепартийной основе, поэтому формально постов лидера правительства и лидера оппозиции нет). Неоднократно входил в кабинет Нунавута, где занимал посты министра по делам жилищной корпорации Нунавута, министра по делам бездомных, а также министра по делам корпорации Qulliq Energy. В 2003 году по инициативе Туту Заксобрание вынесло вотум недоверия министру Джеку Анаваку, который был вынужден подать в отставку из кабинета.

## Федеральная политическая карьера
27 июля 2015 года Туту был выдвинут кандидатом от Либеральной партии в округе Нунавут на грядущих федеральных выборах. Вскоре после этого Туту покинул пост председателя Комиссии по планированию Нунавута. 19 октября 2015 года он победил на выборах, набрав 47,11 % голосов. Второе место в округе занял Джек Анавак, а третье — действующий депутат, министр окружающей среды в правительстве Стивена Харпера Леона Аглуккак.

### Министр рыболовства, океанов и береговой охраны Канады
4 ноября 2015 года Туту вошёл в состав 29-го правительства Канады в качестве министра рыболовства, океанов и береговой охраны Канады. Он стал первым представителем Северной Канады на этой должности.
31 мая 2016 года Туту подал в отставку с поста министра, сославшись на проблемы с алкогольной зависимостью. Одновременно он вышел из фракции Либеральной партии, став независимым депутатом. По сообщению газеты The Globe and Mail, после отставки Туту начал лечение от злоупотребления алкоголем. На посту министра Туту сменил Доминик Леблан.

### Как независимый депутат
25 июля 2016 года Туту завершил свою программу лечения от алкогольной зависимости и вернулся в парламент. В том же месяце, по сообщению The Globe and Mail, он признал, что у него были «согласованные, но неуместные» отношения с одной из его сотрудниц, что и стало истинной причиной его отставки с поста министра. В сентябре 2016 года в The Globe and Mail появились данные о том, что причиной прекращения Туту романа с сотрудницей стал роман с её матерью.
На федеральных выборах 2019 года Туту не выставил свою кандидатуру. Новым членом Палаты общин от Нунавута стала Мумилаак Каккак от НДП.

## Бизнес
Кроме политической деятельности, Туту является одним из самых успешных предпринимателей северной Канады. В прошлом он был соучредителем Икалуитского филиала Arctic Insurance Brokers Ltd, также входил в состав Совета по развитию кооперативного бизнеса Северо-Западных территорий, Sport North Board of Directors и Arctic Co-operatives Ltd.

## Личная жизнь
Хантер Туту — двоюродный брат хоккеиста НХЛ Джордина Туту и племянник манитобского политика, спикера Законодательного собрания Манитобы в 1999—2011 годах Джорджа Хикса.
Туту является заядлым спортсменом-кёрлингистом. Он играл за команду Нунавута на Чемпионате Кёрлинг-клуба Доминиона 2013 года.